# Izák (jméno)
Izák je mužské rodné jméno vycházející z hebrejského יִצְחָק Jicchak „bude se smát, veselý“. Význam jména je spojen s biblickou postavou Izáka, jehož matka se zasmála předpovědi, že porodí syna, protože už nebyla plodná.
Existuje také několik světců jménem svatý Izák. K dalším významným nositelům jména náleží například Izák I. Komnenos, Isaac Newton nebo Isaac Asimov.

## Podoby a užití jména
V Česku je jméno Izák ojedinělé, v roce 2015 v něm žilo pouze sedm jeho nositelů. Český kalendář neobsahuje jeho jmeniny. Domácími podobami jsou Izík, Icik, Izáček a další.
V anglickém prostředí bylo užíváno ve středověku jen občas, bylo běžnější mezi Židy. Rozšířilo se však po protestantské reformaci.
Jméno je v podobě Isak velmi oblíbené ve Skandinávii, přičemž v Dánsku a Norsku je doloženo od 12. století. V Dánsku bylo oblíbeno především 50. a 60. letech 20. století a pak znovu od počátku 21. století, přičemž největší oblibu má v Kodani. V Norsku jeho obliba vrcholila na počátku 20. a 21. století, a to především v severním kraji Finnmark. Ve Švédsku je oblíbeno od 80. let 20. století, a to především v Norrlandu na severu země, ale od počátku 21. století jeho obliba klesá. Zatímco v Dánsku nebylo v roce 2020 mezi prvními padesáti jmény pro novorozené chlapce, v Norsku bylo páté a ve Švédsku devatenácté.
Mezi další forma jména patří:
- Iisakki, Iikka, Iiro (finština)[2]
- Isaac (angličtina, francouzština, španělština)[1]
- Isacco (italština)[1]
- Isaak (biblická řečtina, řečtina)[2]
- Isaak, Isaakij (ruština)[1]
- Isac (švédština, rumunština)[2]
- Isak (dánština, norština, švédština)[2]
- Isaque (portugalština)[2]
- Izaak (angličtina, němčina, polština)[1][2]
- Izaäk, Sjaak, Sjakie (nizozemština)[2]
- Izak (srbochorvatština, slovinština)[1][2]
- Izák (slovenština)[1]
- Izsák (maďarština)[1]
- Ísak (islandština)[2]
- Jicchak (hebrejština)[2]
- Sahak (arménština)[2]